# Pihla raba
Pihla raba är en 3043 hektar stor mosse på Dagö i västra Estland. Den ligger i Hiiu kommun på gränsen till Pühalepa kommun och i Hiiumaa (Dagö), 130 km väster om huvudstaden Tallinn. Den avvattnas av ån Pihla jõgi som mynnar i Reigi laht i Östersjön.
Inlandsklimat råder i trakten. Årsmedeltemperaturen i trakten är 3 °C. Den varmaste månaden är juli, då medeltemperaturen är 17 °C, och den kallaste är januari, med −10 °C.